# Вальмоден-Гимборн, Иоганн Людвиг фон
Рейхсграф Иоганн Людвиг фон Вальмоден-Гимборн (нем. Johann Ludwig von Wallmoden-Gimborn; 22 апреля 1736, Ганновер — 10 октября 1811, Ганновер) — ганноверский военачальник, отец русского генерала Людвига фон Вальмодена.

## Биография
Иоганн Людвиг фон Вальмоден, вероятно, был внебрачным сыном короля Великобритании Георга II от его связи с Амалией фон Вальмоден. Её муж, граф Адам Готтлиб фон Вальмоден (1704–1752), разошёлся с женой, фактически уступив её Георгу за отступные в 1 000 дукатов. После смерти королевы Каролины в 1737 году, премьер-министр Роберт Уолпол предложил перевезти Амалию из Ганновера в Великобританию, чтобы она стала официальной фавориткой короля.
Иоганн Людвиг фон Вальмоден вырос во дворце Сент-Джеймс и Кенсингтонском дворце. Будучи внебрачным сыном короля, он получил всестороннее образование, после чего отправился в Гранд-тур в Италию, где он приобрел обширную коллекцию классических статуй, бюстов и барельефов. По возвращении он вступил в ганноверскую армию и получил там генеральский чин.
В 1782 году Иоганн Людвиг фон Вальмоден построил в Ганновере дворец Вальмоден-шлосс, где, в частности, разместились его художественные коллекции. 17 января 1783 года император Священной Римской империи Иосиф II даровал ему титул рейхсграфа по владению Гимборн с соответствующими правами, которое он до этого купил. После этого Вальмоден присоединил к своей фамилии приставку Гимборн.
С 1790 года он был почетным членом Прусской академии художеств в Берлине.
5 июля 1803 года, в качестве главнокомандующего ганноверской армией, Вальмоден-Гимборн подписал Артленбургскую конвенцию, которая означала капитуляцию Ганновера перед войсками Наполеона.

## Семья
Вальмоден был женат дважды. В браке с первой женой, Шарлоттой Кристиной Августой Вильгельминой фон Вангенхайм (1740–1783) у него родилось пять детей, в том числе: Людвиг фон Вальмоден, в дальнейшем русский и австрийский генерал; Вильгельмина Магдалена Фридерика (1772—1819), супруга прусского министра-реформатора Генриха Штейна и Фредерика Элеонора Юлиана (1776—1826), супруга графа Людвига фон Кильмансегга, создавшего новую ганноверскую армию для борьбы с Наполеоном в 1813 году.
Второй раз Вальмоден женился в 1788 году на баронессе Луизе Кристине фон Лихтенштейн (1763–1809); в этом браке родилось ещё три ребёнка, в том числе Карл фон Вальмоден-Гимборн, в дальнейшем австрийский генерал кавалерии.